# Língua guanche
Guanche é uma língua extinta que foi falada pelos Guanches, etnia que viveu nas Ilhas Canárias até os séculos XVI ou XVII. A língua é conhecida hoje por poucas frases e palavras isoladas registradas por viajantes antigos e também por nomes de locais e por palavras assimiladas pelo dialeto canário (do castelhano). As relações com outras línguas são de difícil caracterização hoje, porém, é quase certo que se trate de uma língua afro-asiática, havendo muitos linguistas que a considerem bem aparentada às línguas berberes.

## História
O nome Guanche originalmente significava "homem de Tenerife", e só mais tarde ele veio para se referir a todos os habitantes nativos das Ilhas Canárias. Apesar dos dialetos diferentes que eram falados em todo o arquipélago, todos são considerados como variedades da mesma língua.
Achados arqueológicos nas Canárias incluem tanto em alfabeto tifinague como no alfabeto fenício das línguas púnicas presentes em inscrições gravadas em rochas. Registros muito antigos mostram que os guanches não tinham um sistema de escrita próprio.
O primeiro relato confiável da linguagem guanche foi fornecido pelo explorador genovês Nicoloso da Recco em 1341, com uma lista dos números 1-16, possivelmente, obtida em Fuerteventura. O relato de Recco revela um sistema de contagem de base  10 muito semelhante à numeração berbere.
A língua Silbo Gomero (por assovios) foi inicialmente a forma assoviada da língua guanche usada para comunicação a longa distância e foi usada em La Gomera, El Hierro, Tenerife e na Gran Canaria. Com a extinção da língua guanche, uma versão Silbo espanhola foi adotada por alguns habitantes das Canárias.

## Numerais
Há diversas fontes que informam sobre os numerais, aliás com baixo índice de concordância (conf. Barrios 1997). Algumas dessas discrepâncias podem ser devidas a erros de compilação, de gênero, novos termos de origem árabe, etc.
| Numeral | Recco (1341)        | Cairasco (canção, 1582) | Cedeño (c. 1685) | Marín de Cubas (1687, 1694) | Sosa (1678)   | Abreu (atrib. 1632) | Reyes (1995)  | Proto-Berbere |
| ------- | ------------------- | ----------------------- | ---------------- | --------------------------- | ------------- | ------------------- | ------------- | ------------- |
| 1       | vait*               | *be                     | ben, ven-ir-     | becen~been, ben-ir-         | ben, ben-ir-  | been (ben?), ben-i- | *wên          | *yiwan        |
| 2       | smetti, smatta-     | *smi                    | liin, lin-ir-    | liin, sin-ir-~lin-ir-       | lini (sijn)   | lini, lini-         | *sîn          | *sin          |
| 3       | amelotti, amierat-  | *amat                   | amiet            | amiet~amiat, am-ir-         | amiat (amiet) | amiat               | *amiat        | *karad        |
| 4       | acodetti, acodat-   | *aco                    | arba             | arba                        | arba          | arba                | *akod         | *hakkuz       |
| 5       | simusetti, simusat- | *somus                  | canza~canse      | canza                       | cansa         | canza               | *sumus        | *sammus       |
| 6       | sesetti, sesatti-   | ?                       | sumus            | sumui~sumus                 | sumus         | smmous              | *sed          | *sadis        |
| 7       | satti               | *set                    | sat              | sat                         | sat (sá)      | sat                 | *sa           | *sah          |
| 8       | tamatti             | *tamo                   | set              | set                         | set           | set                 | *tam          | *tam          |
| 9       | alda-marava*        | ?                       | acet~acot        | acot                        | acot          | acot                | *aldamoraw    | *tizah~tuzah  |
| 10      | marava              | *marago                 | marago           | marago                      | marago        | marago              | *maraw~maragʷ | *maraw        |

## Amostras
Transliteração da escrita: DJYNWLT / FWṢ TS <ŠQS> - *Idi ijjây-in Walăt. Afa <išuqqis>iwâṣ tăsa</išuqqis>
Tradução: Sirius converge lá com Canopus. A luz excita o coração*.
Nota: O “ŠQS”, escrito antes do verbo  “excitar”, pode ter sido uma rejeção de tal verbo depois da conquista Cristã que não apoiava antigas crenças.
Outra transliteração: abcanahac xerax -*Als-ânɣ ikiyan abẓ/q a-nn ahaẓ Ahɣeraɣ. Guaxate hequei adei acharan afaro yafana haxaran -*Wassksaḍ, ḥăkku əy addăy ačaran, afaro y afanan; ha əkkəs aran Tanaga Guayoch Archimenseu Nahaya Dir hanido Sahet chunga pelut -*Tanaqqa wayyaw wš,<aši>menzu nahağğa dir ɣandaw saɣet, šunga bel-wt</aši>
Tradução: Retome para nós a origem (do) conjunto (que está) onde a espécie do Grande (Deus) se encontra. Senhor, nos de toda a amplitude do que está abaixo (do solo), o grão para a germinação; tire de nós as doenças. Uma tristeza fatal aflige o sujeito, o sucessor continua o que veio das raízes (tradição) e os órfãos exprimem suas lamentaçoes.